# Herbert W. Boyer

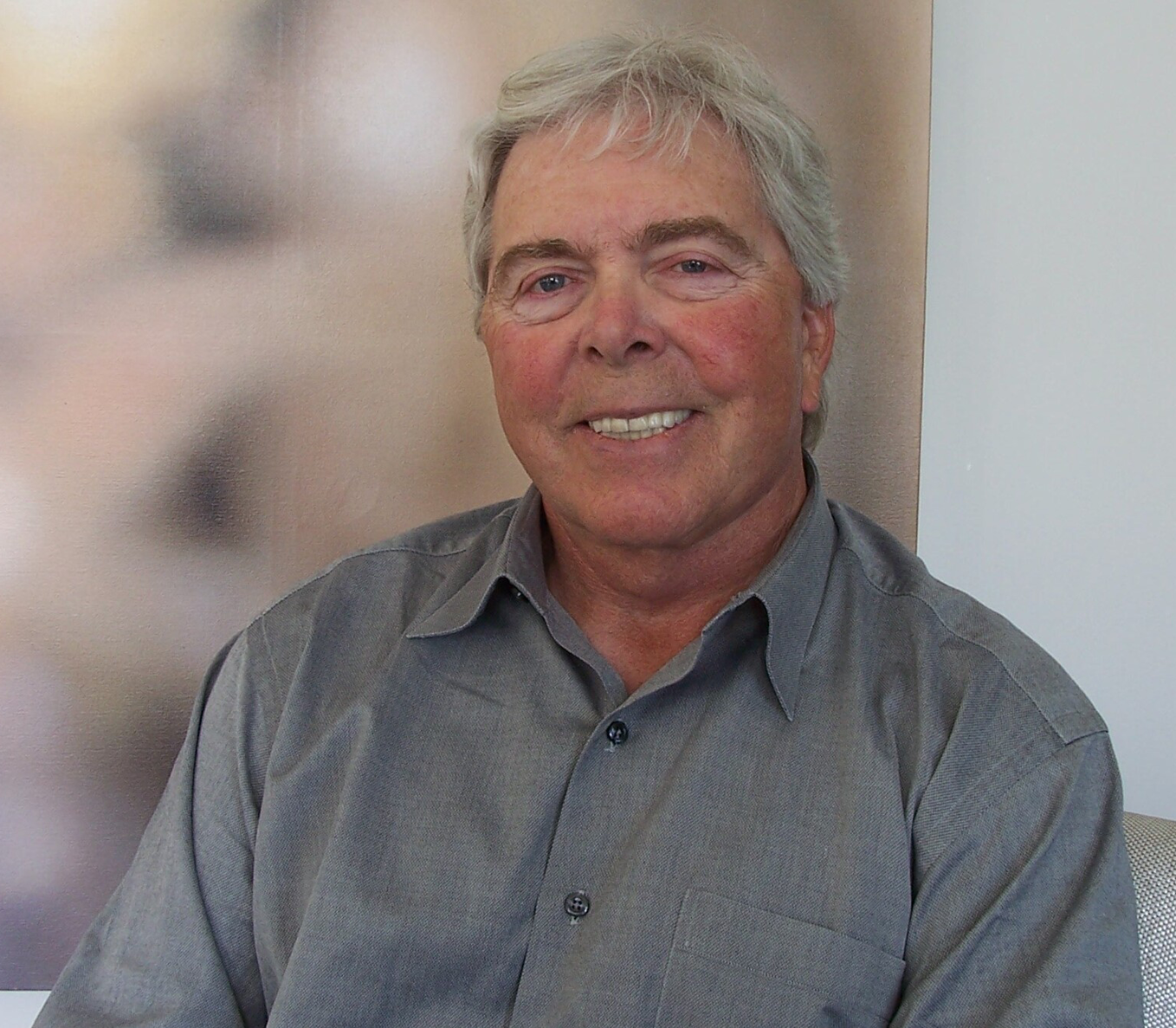
Herbert Boyer

Herbert Wayne Boyer (* 10. Juli 1936 in Pittsburgh, Pennsylvania, Vereinigte Staaten) ist ein US-amerikanischer Biochemiker und einer der Gründer der ersten Biotechnologiefirma Genentech.
1963 machte Boyer einen Abschluss in Biologie und Chemie an der University of Pittsburgh. Danach arbeitete er drei Jahre an der Yale University über Proteine und Enzyme. 1966 ging er als Assistenz-Professor an die University of California, San Francisco, wo er über Escherichia coli forschte. Zusammen mit Stanley N. Cohen von der Stanford University entwickelte er die Technik, fremde DNA (rekombinante DNA) in Bakterien-Zellen einzubauen und diese zur Expression anzuregen. Mit Forschern vom City of Hope National Medical Center wurde 1978 so das erste synthetische Insulin hergestellt.
1976 gründete Boyer zusammen mit dem Finanz-Investor Robert A. Swanson die Firma Genentech, um seine Arbeiten wirtschaftlich zu nutzen. 1985 waren sie die erste Biotechnologiefirma, die ein eigenes Medikament (gentechnologisch hergestelltes Somatotropin) auf den Markt brachte. 2001 wurde er pensioniert.

## Auszeichnungen
1979 wurde er in die American Academy of Arts and Sciences aufgenommen, 1985 in die National Academy of Sciences. 1988 wurde er Fellow der American Association for the Advancement of Science. 1980 erhielt Boyer den Albert Lasker Award for Basic Medical Research, 2000 den Biotechnology Heritage Award. 2004 wurde er mit dem Shaw Prize und dem Albany Medical Center Prize ausgezeichnet. 2007 erhielt er die Perkin Medal.